# Pénzesgyőr
Pénzesgyőr je vas na Madžarskem, ki upravno spada pod podregijo Zirci Županije Veszprém.